# Largo di Torre Argentina
Largo di Torre Argentina, nome spesso abbreviato in largo Argentina, è una piazza del centro storico di Roma sita al confine tra i rioni Pigna, Sant'Angelo e Sant'Eustachio.
La piazza fu realizzata tra il 1926 e il 1929 demolendo un quartiere di epoca medievale sorto su un'importante area archeologica di epoca romana (che include anche la medievale torre del Papito). Lo slargo è noto anche per ospitare il teatro Argentina oltre che la più antica colonia felina della città.
Il nome deriva dalla Torre Argentina, così chiamata in onore del vescovo tedesco Johannes Burckardt, cerimoniere di diversi papi e committente del palazzetto del Burcardo nel quale la torre fu poi ricompresa, il quale era originario di Strasburgo (il cui nome latino è Argentoratum) ed era pertanto detto argentiniense.

## Storia

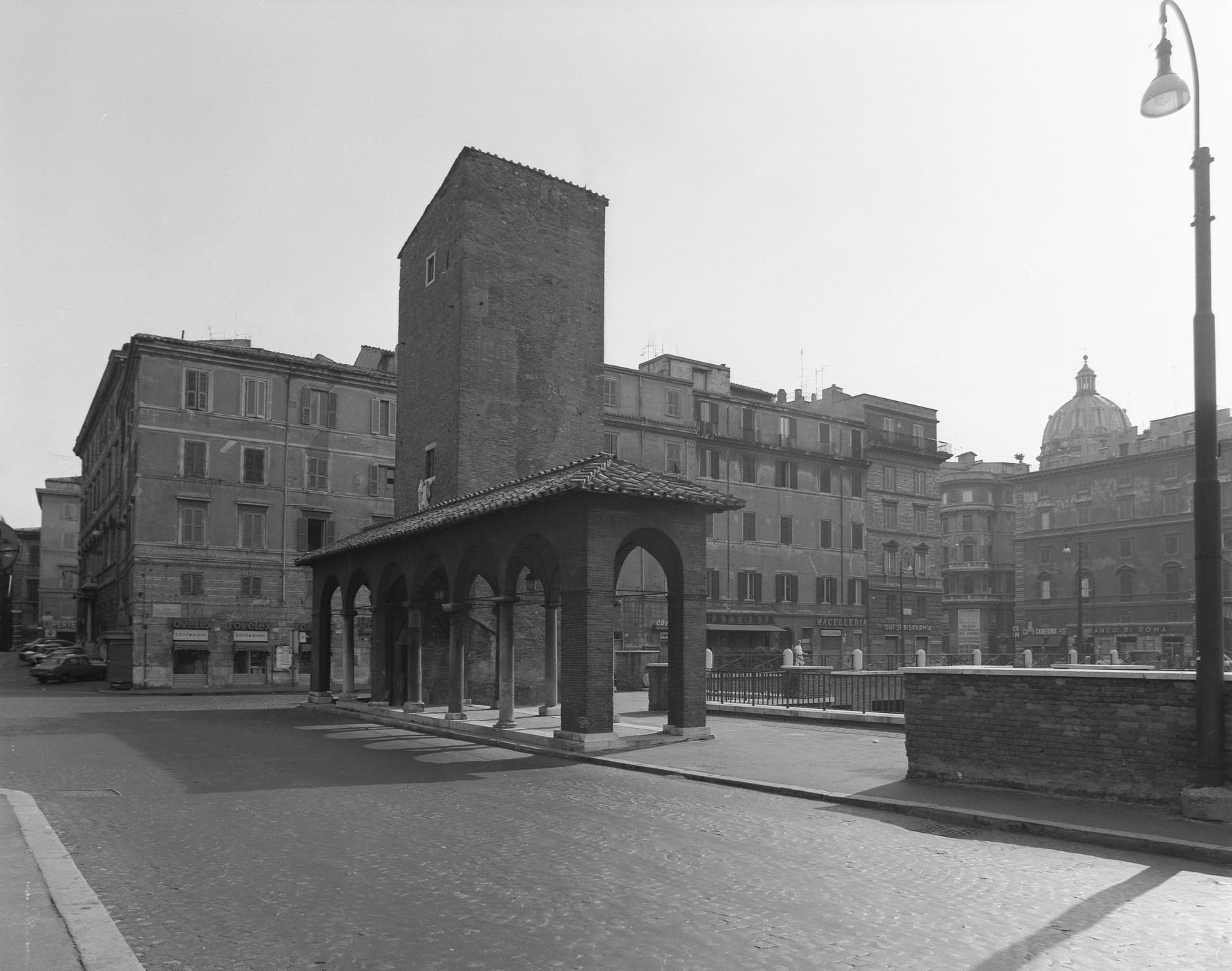
La Torre del Papito in largo di Torre Argentina

L'area della piazza era già edificata sin dalla Roma repubblicana, come testimoniano i ritrovamenti archeologici di alcuni templi e la presenza dello scomparso teatro di Pompeo; proprio presso la curia di Pompeo (compresa tra i templi e il portico del teatro) avvenne l'uccisione di Giulio Cesare nel 44 a.C. Successivamente in epoca medievale vi sorsero diversi edifici, incluse alcune torri di avvistamento tra cui la torre del Papito, edificata presumibilmente nel XIV secolo ad opera forse dei Papareschi, e la stessa torre Argentina, ricompresa nel palazzetto del Burcardo e divenuta irriconoscibile dopo la "mozzatura" nel corso del XIX secolo. Nel XVIII secolo vi fu realizzato il teatro Argentina.

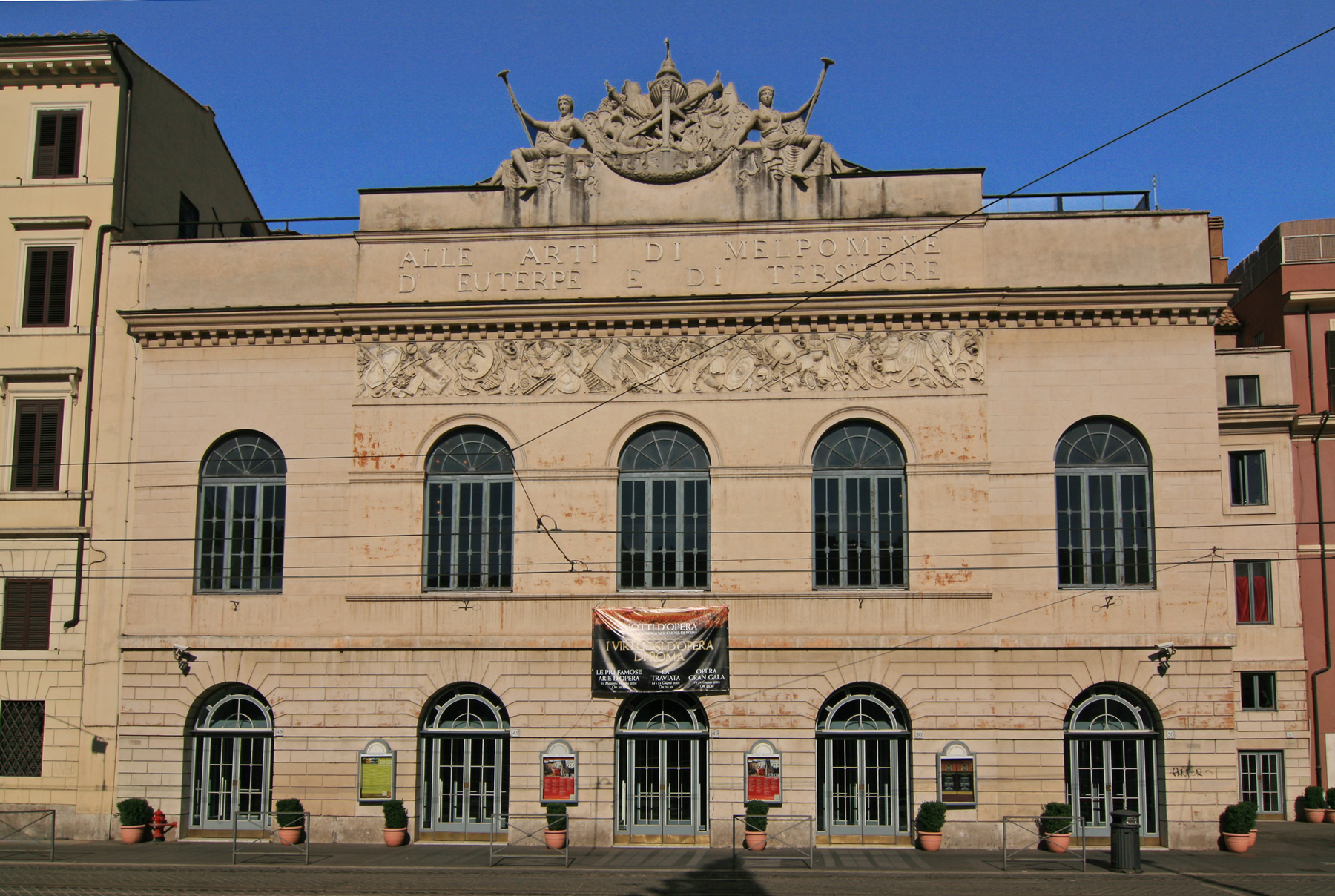
La facciata del teatro Argentina, progettata nel XIX secolo da Pietro Holl.

Nel 1909 con l'approvazione del Piano regolatore di Roma si prevedeva una nuova viabilità nella zona, per collegare via Arenula e corso Vittorio Emanuele, oltre che la realizzazione di un palazzo ad opera dell'Istituto Romano dei Beni Stabili, demolendo gran parte del quartiere medievale. I lavori di demolizione iniziarono nel 1926, portando alla distruzione della chiesa di San Nicola dei Cesarini, ma si fermarono in seguito al rinvenimento dei templi dell'area sacra romano-repubblicana, che portò alla sospensione della licenza edilizia e ad un acceso dibattito sul destino dei ritrovamenti archeologici; il progetto redatto dall'Istituto prevedeva che gli eventuali resti archeologici trovassero spazio nei sotterranei del palazzo ma l'importanza dei ritrovamenti spinse l'archeologo Giuseppe Marchetti Longhi, incaricato della sorveglianza archeologica nell'ambito dei lavori, a chiederne una maggiore tutela direttamente al Capo del Governo Benito Mussolini, venendo sostenuto tra gli altri dal Comitato di archeologia e storia antica presieduto da Giulio Quirino Giglioli, dai governatori di Roma Ludovico Spada Veralli Potenziani e Francesco Boncompagni Ludovisi e dal senatore Corrado Ricci. Nel 1928, per decisione dello stesso Mussolini, fu decretato che l'area archeologica venisse isolata e valorizzata; i lavori furono affidati all'architetto Antonio Muñoz, che prescrisse l'abbattimento di gran parte degli edifici medievali che sorgevano a ridosso dei resti archeologici e l'area fu inaugurata il 21 aprile 1929, in occasione del Natale di Roma, col nome di Foro Argentina.

## Descrizione

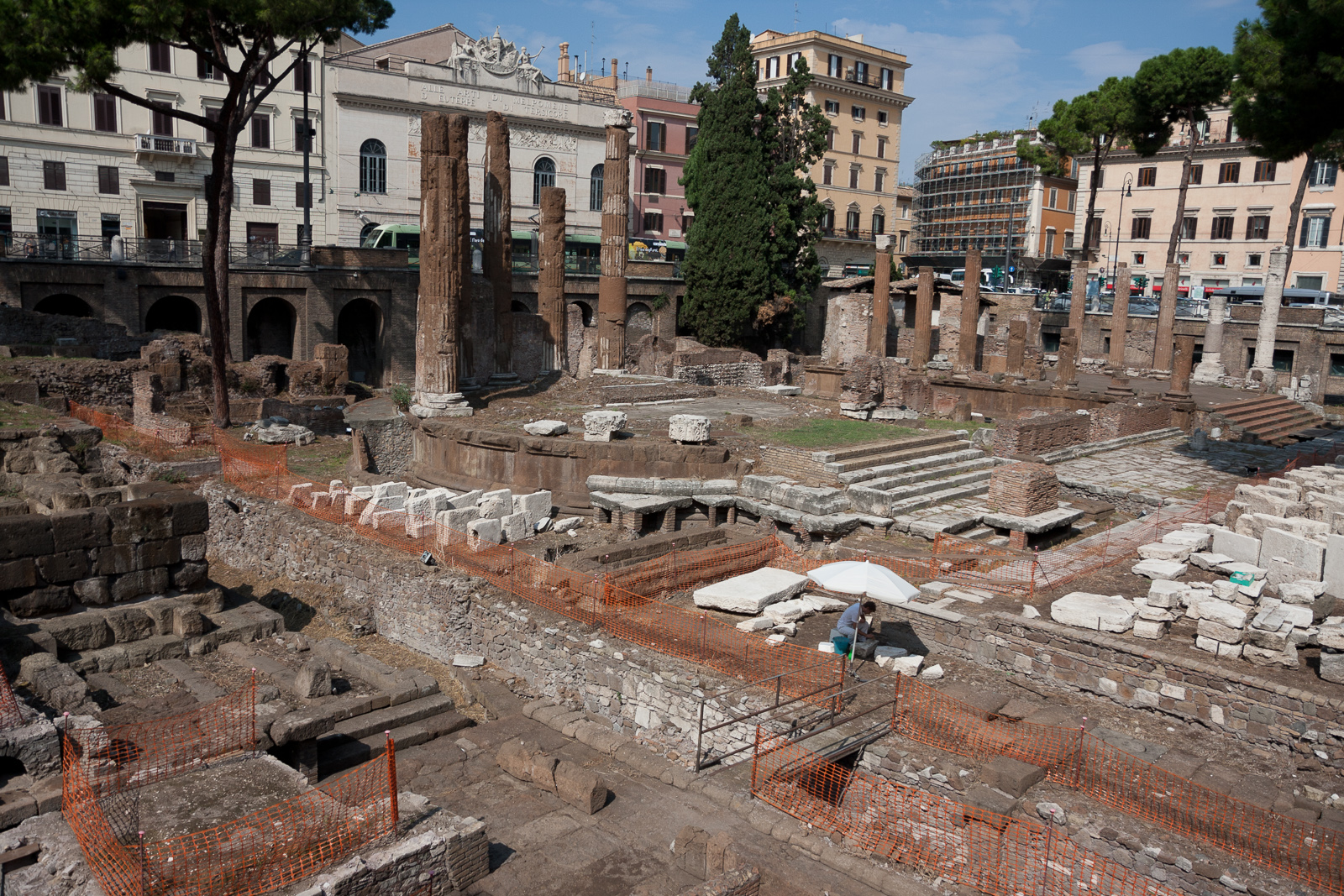
L'area sacra di largo Argentina vista dal lato sud-orientale.

La piazza ha una pianta rettangolare ed è compresa tra corso Vittorio Emanuele II e via Florida; è attraversata da via di Torre Argentina e via di San Nicola de' Cesarini.
Al centro della piazza è situata l'area archeologica, che comprende anche la torre del Papito che si affaccia su piazza dei Calcarari. Sul lato settentrionale, lungo corso Vittorio Emanuele II, sono posti palazzo Besso e palazzo Origo mentre sull'adiacente largo delle Stimmate si affaccia la chiesa delle Sacre Stimmate di San Francesco. Sul lato occidentale, lungo via di Torre Argentina, è posto il teatro Argentina mentre sul lato orientale, lungo via di San Nicola de' Cesarini, si affaccia palazzo Nobili Vitelleschi.

## Colonia felina

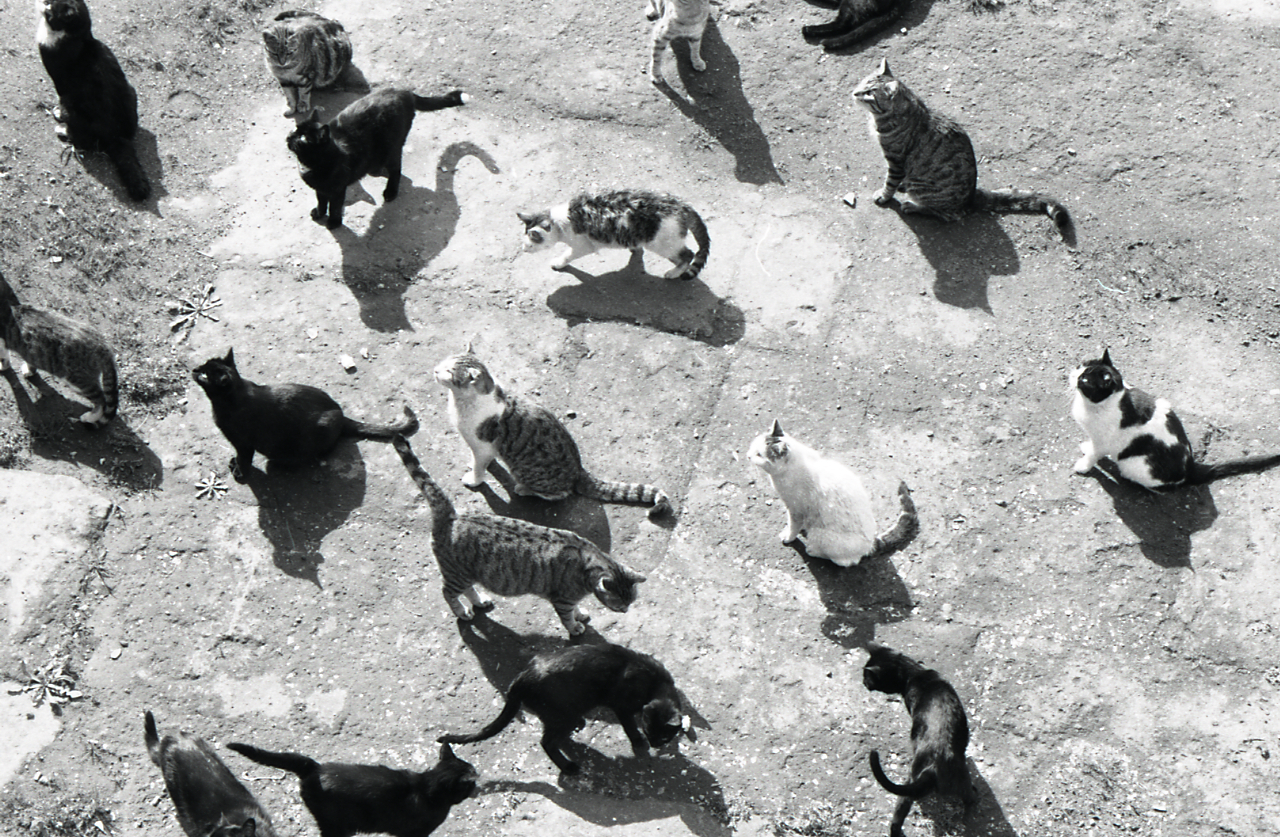
I gatti di largo di Torre Argentina in una foto di Paolo Monti del 1969.

Le origini della colonia felina di largo di Torre Argentina vengono fatte risalire agli anni dei lavori di valorizzazione dell'area archeologica, periodo in cui diversi gatti randagi iniziarono a stabilirvisi approfittando della "protezione" offerta dai ruderi posti sotto il livello stradale. In quel periodo nell'area iniziarono a recarvisi numerosi "gattari" e "gattare" oltre ai "carnacciari", che si occupavano di lasciare ai gatti eventuali scarti provenienti dalle macellerie; parallelamente iniziò a diffondersi tra i romani l'abitudine di abbandonarvici eventuali felini indesiderati.
Tra i sostenitori più noti di questa colonia felina, divenuta negli anni anche un'attrazione turistica, vi furono gli attori Antonio Crast, che negli anni '80 ottenne uno spazio all'interno del sottopassaggio pedonale da adibire ad ambiente riparato per la colonia felina, Anna Magnani e Franca Stoppi.

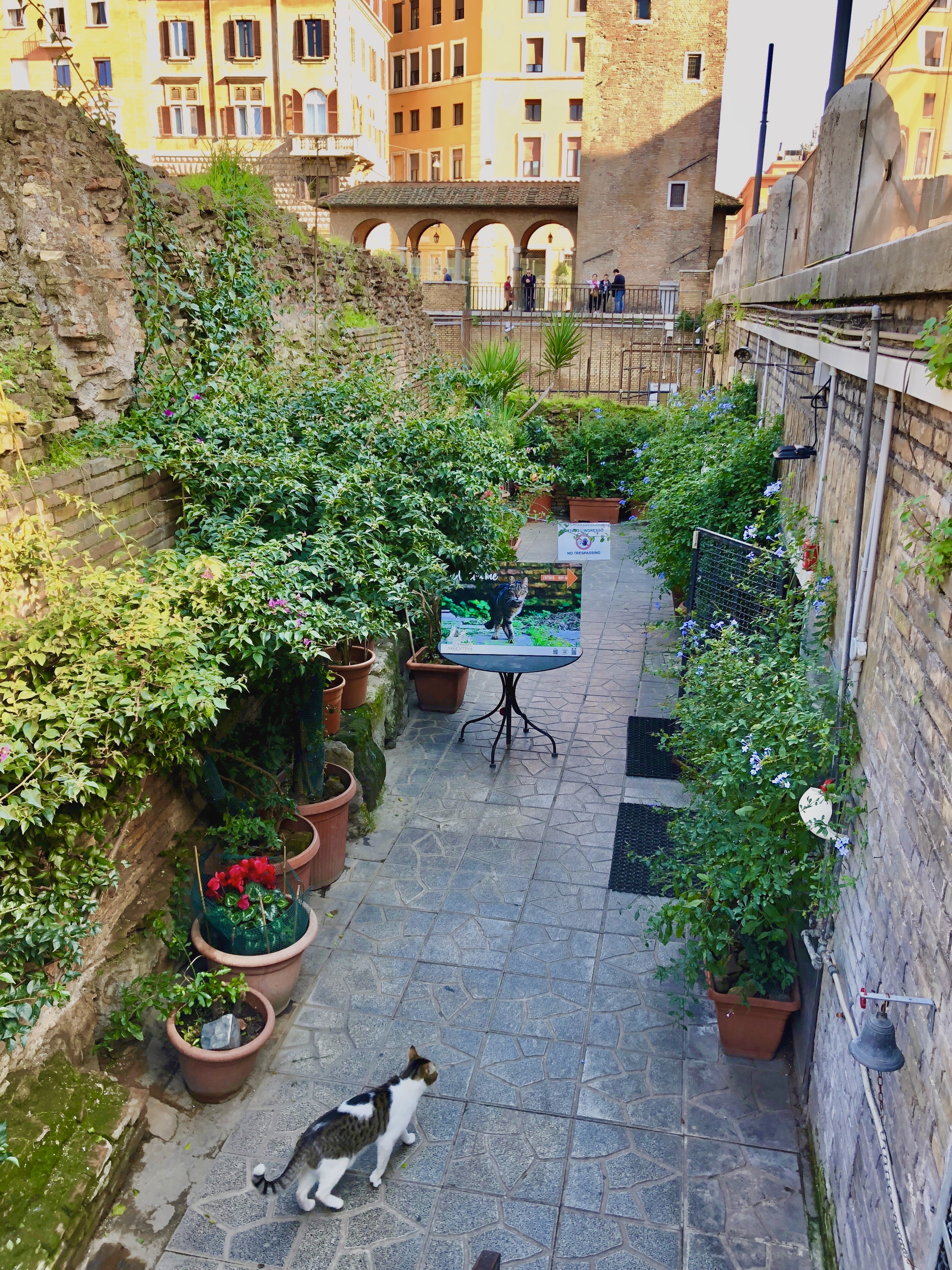
Sezione dell'area archeologica adibita a rifugio per gatti randagi.

La colonia è gestita dall'Associazione Culturale Colonia Felina di Torre Argentina, che oltre ad occuparsi della tutela dei gatti (anche attraverso l'adozione a distanza) ne promuove la sterilizzazione per contrastare il fenomeno del randagismo.

## Trasporti
La piazza è raggiungibile attraverso numerose linee bus urbane oltre che col tram 8; ospita inoltre uno dei principali punti di stazionamento dei taxi.